# 萬壽臺藝術團
萬壽臺藝術團（朝鲜语：／）是朝鮮一個集歌舞於一身的藝術團。其前身是1946年創立的平壤歌舞團。1969年9月27日改稱現名。團內囊括了音樂家、演員、舞蹈團、管弦樂團在內的300餘人，以平壤萬壽臺藝術劇場為主要表演場地。其代表作是1972年首演的朝鮮革命歌劇《賣花姑娘》。萬壽臺藝術團及血海歌劇團後多次攜此劇來華演出，反響強烈。
萬壽臺藝術團與朝鮮領導人有交流密切，多次受到金日成的主體思想及金正日社會主義文藝方針的指導。金正日第四任妻子，金正哲、金正恩之母高容姬曾是團中演員。